# Hannón (hijo de Aníbal Giscón)
Hannón, hijo de Aníbal Giscón, fue un general cartaginés  durante la primera guerra púnica (264 a 241 a. C.).

## Historia
Antes de la batalla de Agrigento, Aníbal Giscón estaba en la ciudad de Agrigentum, asediada por los romanos, y Hannón fue enviado para proporcionar alivio. Hannón concentró sus tropas en Heraclea Minoa, y capturó la base de suministro romana en Herbeso. Mandó a su caballería numidia atacar a la caballería romana, para luego fingir una retirada. Los romanos persiguieron a los numidas cuando retrocedieron, y fueron abordados por la principal columna cartaginesa, padeciendo muchas pérdidas. El asedio duró varios meses antes de los romanos derrotasen a los cartagineses y forzaran a retroceder a Hannón.